# アーチ・カテーナ
アーチ・カテーナ（イタリア語: Aci Catena）は、イタリア共和国シチリア州カターニア県にある、人口約29,000人の基礎自治体（コムーネ）。

## 地理

### 位置・広がり
カターニア県のコムーネ。県都カターニアから北北東へ12kmの距離にある。

#### 隣接コムーネ
隣接するコムーネは以下の通り。
- アーチ・カステッロ
- アーチ・サンタントーニオ
- アチレアーレ
- ヴァルヴェルデ

## 行政

### 分離集落
以下の分離集落（フラツィオーネ）がある。
- Aci San Filippo, Aci Santa Lucia, Eremo Sant'Anna, Nizzeti, Reitana, San Nicolò

## 姉妹都市
- セウタ、スペイン
- カテナヌオーヴァ、イタリア
- カンポフィオリート、イタリア